# カンマ (ドビュッシー)
『カンマ』（Khamma） L.125は、クロード・ドビュッシーが作曲した1幕3場からなるバレエ音楽である。ドビュッシーはピアノ版のみ作成しており、管弦楽版はシャルル・ケクランが担当した。

## 作曲の経緯
1911年にカナダの舞踏家モード・アラン（Maud Allan）から委嘱を受けたが、当初ドビュッシーは作曲に気が乗らなかったものの、経済的な理由もあったため仕方なくこの委嘱を承諾したといわれる。作曲は同年の末頃から着手し、翌1912年1月にピアノ譜を完成させ、4月にはオーケストレーションを施していた。
しかし依頼主のアランは「シナリオを忠実に」「オーケストレーションは軽快に」といった注文を付けたため、これに憤慨したドビュッシーは作成中のオーケストレーションを放棄してしまい、ジャック・デュランが仲裁に入る一幕もあった。このオーケストレーションは、シャルル・ケクランが（既に書かれていた数ページの楽譜を基に）ドビュッシーの指示に従って施し、翌年に完成させている。

### 初演
ドビュッシー没後の1924年11月15日に、ガブリエル・ピエルネの指揮、コンセール・コロンヌの演奏会で行われ、この時は演奏会形式であった。バレエとしての上演は1947年3月26日にオペラ・コミック座でギュスターヴ・クレ（Gustave Cloez）の指揮、J.J.エッチェヴェリー（J.J.Etcheverry）の振付けによる。

## 作品に関して
- アランは芸術的に質の高いものを求めるつもりはなく、当時流行していた軽劇を目論んで彼にバレエを委嘱したというが、この興行的な目的にドビュッシーは否定的に捉えていたことから、両者の折り合いが合わなかったものと考えられる。結局この諍いによってアランはこの作品を上演することはなかった。また作品の献呈者の名前が記入されていない。
- 委嘱の契約に「1910年9月30日」と記載されており、この時期には大作『聖セバスティアンの殉教』の作曲に着手していた頃である。しかし本人はバレエよりも『聖セバスティアンの殉教』の方に集中していたため、バレエは放置に近い状態であった。
- ケクランが完成させた管弦楽版は現在でも未出版のままである（IMSLPにケクランによるオーケストラ譜あり）。
- 後にドビュッシーは作品を気に入ったようで、本作の改訂稿も作成している。

## 筋書きと台本
「エジプトの伝説的な踊り子カンマが、敵に包囲された都市を救済するために償いの踊りをして、生け贄となった人々を救う」といった内容で、台本はオックスフォード大学の哲学助教授のW.L.コートニー（W. L. Courtney）とモード・アランによる共作。

## 構成
全体は前奏曲と3つの場から構成される。演奏時間は約20分（前奏曲:約1分、第1場:約3分半、第2場:約11分、第3場:約3分）。
- 前奏曲（Prélude）
- 第1場（Tableau 1）
- 第2場（Tableau 2）
- 第3場（Tableau 3）

## 参考資料
- 『作曲家別名曲解説ライブラリー10 ドビュッシー』（音楽之友社）
- 『ドビュッシー:管弦楽作品集』の解説書（アンセルメ指揮、スイス・ロマンド管弦楽団、デッカ）